# 巴布森公園 (佛羅里達州)
巴布森公園（英語：Babson Park）是位於美國佛羅里達州波爾克縣的一個人口普查指定地區。

## 地理
巴布森公園的座標為27°49′49″N 81°31′42″W / 27.83028°N 81.52833°W，而該地最高點為海拔高度44米（即144英尺）。

## 人口
根據2010年美國人口普查的數據，巴布森公園的面積為3.90平方千米，當中陸地面積為3.90平方千米，而水域面積為0.00平方千米。當地共有人口1182人，而人口密度為每平方千米303人。